# 簡峰
60°43′S 45°38′W / 60.717°S 45.633°W
簡峰（英語：Jane Peak）是南極洲的山峰，位於南奧克尼群島的西格尼島，處於博爾赫灣北部以西1公里，海拔高度210米，在1933年由英國探險隊測量，現時由南極條約體系管理。